# Виња (Куено)
Виња је насеље у Италији у округу Кунео, региону Пијемонт.
Према процени из 2011. у насељу је живело 253 становника. Насеље се налази на надморској висини од 721 м.